# Texania fulleri
Texania fulleri är en skalbaggsart som först beskrevs av Horn 1875.  Texania fulleri ingår i släktet Texania och familjen praktbaggar. Inga underarter finns listade i Catalogue of Life.